# Stefan Burhardt
Stefan Burhardt (ur. 18 grudnia 1899 r. w Wilnie, zm. 6 grudnia 1991 r. w Toruniu) – polski  bibliotekarz, bibliograf, bibliofil, muzykolog, dyrektor Biblioteki Uniwersyteckiej w Toruniu w l. 1945-1949.

## Życiorys
Stefan Burhardt urodził się w Wilnie w 1899 r. Był synem Michała Innocentego h. Grzymała (1838-1907), lekarza, społecznika, powstańca styczniowego i Antoniny Bogumiły z Medekszów h. Lis (1863–1933). Był bratem Józefy Emilii (1880–1909), Gabrieli Adeli (1882–1884), Janiny Marii (1883–1924), działaczki niepodległościowej, Aleksandra (1885–1976), adwokata, Mieczysława (1887–1963), komandora porucznika Marynarki Wojennej, Stanisława (1889–1940), sędziego okręgowego i Jadwigi Marii (ur. 1895).
Początkowo uczył się w domu zdając egzaminy eksternistycznie, następnie uczęszczał m.in. do Gimnazjum Stowarzyszenia Nauczycielstwa Polskiego w Wilnie. W 1916 r. wstąpił do  tajnej Polskiej Organizacji Wojskowej (POW) i ukończył kurs podoficerski. W 1918 r. przerwał naukę i wstąpił do Samoobrony Wileńskiej, brał też udział w wojnie 1920 r. Po demobilizacji, w 1921 r. zdał maturę przed specjalną komisją Uniwersytetu Stefana Batorego i rozpoczął studia filozoficzne i historyczne na Wydziale Humanistycznym tej uczelni. Równocześnie studiował w klasie fortepianu w Wileńskim Konserwatorium Muzycznym, którą ukończył w 1923 r. W czasie studiów pracował w dziale naukowym w Bibliotece Publicznej i Uniwersyteckiej w Wilnie, a w l. 1923-1927 w dzienniku „Słowo” pełniąc funkcje administratora, korektora, sekretarza redakcji, redaktora; publikował też w nim artykuły. W 1927 r. uzyskał stopień doktora filozofii na podstawie pracy Życiowe znaczenie filozofii na tle rozprawy Filozofia i życie Józefa Gołuchowskiego oraz wykładów pt. Pragmatyzm Williama Jamesa, przygotowanej pod kierunkiem Tadeusza Czeżowskiego. Następnie podjął pracę w Bibliotece Uniwersyteckiej, gdzie kierował Oddziałem Czytelnictwa do 1934 r. Jednocześnie w l. 1928-1930 kierował Biblioteką Synodu Ewangelicko-Reformowanego. W 1930 r. zdał egzamin państwowy na bibliotekarza I kategorii przed komisją kwalifikacyjną przy Ministerstwie Wyznań Religijnych i Oświecenia Publicznego w Warszawie. W 1932 r. przebywał na stażu w Bibliotece British Museum. W l. 1934-1939 był dyrektorem Państwowej Biblioteki im. E.E.Wróblewskich, oficjalnie otwartej dla publiczności w czerwcu 1935 r., jednocześnie kierując Biblioteką Szkoły Nauk Politycznych Europy Wschodniej. W 1939 r. zmobilizowany, po internowaniu na Litwie wrócił do Wilna. W czasie okupacji działał w AK, brał udział w tajnym nauczaniu.
Po wojnie, w ramach repatriacji w kwietniu 1945 r. przybył do Torunia, gdzie z Emilem Ogłozą i Józefem Mossakowskim utworzyli Komitet Organizacyjny Uniwersytetu w Toruniu. Razem zabiegali u władz centralnych o utworzenie uczelni i współorganizowali ją w oparciu o kadrę naukową Uniwersytetu Stefana Batorego. Uniwersytet Mikołaja Kopernika w Toruniu formalnie powstał w sierpniu 1945 r. Wcześniej, 8 czerwca 1945 r. S. Burhardt został dyrektorem Książnicy Miejskiej im. M. Kopernika, w ramach której zajął się tworzeniem biblioteki naukowej dla powstającej uczelni. Od 1 września 1945 r. równocześnie pełnił obowiązki dyrektora Biblioteki Uniwersyteckiej wyodrębnionej formalnie w lutym 1946 r. Od tej pory zarządzał już tylko Biblioteką UMK. Księgozbiór jej, liczący ponad 400 tysięcy woluminów, powstawał w oparciu o kierowaną przez niego Zbiornicę Zbiorów Zabezpieczonych gromadzącą zbiory pochodzące z byłych Prus Wschodnich i Pomorza Zachodniego. Biblioteką UMK otwartą  w nowym budynku w maju 1947 r. kierował do połowy 1949 r., kiedy to z powodów politycznych został odwołany ze stanowiska. Pracował jednak nadal w Bibliotece jako kierownik Oddziału Zbiorów Specjalnych, a później Oddziału Zbiorów Muzycznych na stanowisku kustosza (1949) a następnie starszego kustosza dyplomowanego (1962) do przejścia na emeryturę 1 lutego 1970 r.
19 lutego 1990 r. odbyła się na Uniwersytecie Mikołaja Kopernika uroczystość odnowienia doktoratu Stefana Burhardta. Zmarł 6 grudnia 1991 r. i pochowany został na cmentarzu św. Jerzego w Toruniu. Był żonaty z Haliną Marią Rudzką (prawnuczką Adama Benedykta Jochera), miał z nią córkę Teresę.

## Działalność społeczna
Zarówno w okresie wileńskim jak i po wojnie działał S. Burhardt w wielu organizacjach społecznych. W Wilnie, w latach szkolnych należał do harcerstwa, w czasie studiów udzielał się w korporacji akademickiej Polonia. Od 1927 r. był aktywnym członkiem Wileńskiego Koła Związku Bibliotekarzy Polskich. Pełnił funkcje: wiceprezesa, sekretarza oraz przewodniczącego Zarządu Kasy Samopomocy, na zebraniach koła wygłaszał referaty. W latach 1924–1939 był prezesem Związku (późnej Towarzystwa) Filatelistów i Numizmatyków w Wilnie, a po wojnie od 1946 r. członkiem Związku Filatelistów w Toruniu. Był założycielem i członkiem Zarządu Towarzystwa Przyjaciół Biblioteki im. Wróblewskich w Wilnie (1936-1939). Jako ppor. rezerwy był członkiem Wojskowego Biura Historycznego w Wilnie (1936) ewidencjonującego i opracowującego działalność wojska na terenie byłego Wielkiego Księstwa Litewskiego. W czerwcu 1945 r. założył w Toruniu koło Związku Bibliotekarzy i Archiwistów Polskich (ZBiAP), którego prezesem był do 1949 r. W 1947 r. założył Towarzystwo Przyjaciół Biblioteki Uniwersyteckiej w Toruniu. W 1945 r. został członkiem Towarzystwa Naukowego w Toruniu, w którym w l. 1955-1971 był przewodniczącym Komisji Bibliografii i Bibliotekoznawstwa Wydziału Filologiczno-Filozoficznego, a w 1988 r. został jego członkiem honorowym. W Towarzystwie Bibliofilów im. Joachima Lelewela w Toruniu, którego był członkiem od 1945 r., w l. 1950-1970 pełnił funkcję prezesa. Należał również do Polskiego Towarzystwa Filozoficznego i wielu innych towarzystw.

## Praca naukowa
W oparciu o zbiory bibliotek S. Burhardt prowadził prace badawcze z zakresu teorii i praktyki bibliografii regionalnej. W okresie wileńskim na łamach „Ateneum Wileńskiego”(1929-1931,1935-1937) publikował Bibliografię do historii ziem b. Wielkiego Księstwa Litewskiego za lata 1929-1936 oraz liczne artykuły. Po wojnie opisywał historię Uniwersytetu Mikołaja Kopernika w Toruniu oraz Biblioteki Uniwersyteckiej. Opracowywał również biogramy ludzi nauki i kultury do Słownika pracowników książki polskiej i Polskiego słownika biograficznego. Największym jego dziełem był katalog polonezów polskich i obcych znajdujących się w bibliotekach polskich i zagranicznych zawierający prawie 12 tysięcy kompozycji w 5 tomach, z których ukazały się tylko dwa, tom 2 i 3 przygotowane do druku we współpracy z Marią Prokopowicz i Andrzejem Spózem. Znając biegle sześć języków obcych przez prawie 40 lat zbierał materiały jeżdżąc po świecie, często na własny koszt. Publikował też wspomnienia, przyczynki historyczne, artykuły o tematyce muzycznej, udzielał wywiadów w prasie i radiu. Bibliografia jego publikacji liczy 59 pozycji.

## Wybrane publikacje
- Wileńskie Koło Związku Bibliotekarzy Polskich (1923-1932). [w:] Biblioteki wileńskie. Pod red. A. Łysakowskiego Wino 1932, s. 187-192,
- Trzy fragmenty z dziennika wileńskiego peowiaka (20.10.1918-7.1.1919. [w:] P.O.W. Na ziemiach b. W. Ks. Litewskiego 1919-1934. Szkice i wspomnienia. Pod red. Stefana Burhardta. Wilno 1934, Wileńsko-Nowogródzki Związek Peowiaków,
- Bibliografia regionalna. [w:] IV Zjazd Bibliotekarzy Polskich w Warszawie dnia 31 maja- 2 czerwca 1936. Referaty. Wilno 1936, s. 287-295,
- Z prehistorii Uniwersytetu Mikołaja Kopernika w Toruniu. Stefan Burhardt i Józef Mossakowski. Toruń 1946,
- Polonez : katalog tematyczny, 2 ,1792-1830. Stefan Burhardt; z red. i uzup. Maria Prokopowicz i Andrzej Spóz. Kraków 1976, Polskie Wydawnictwo Muzyczne,
- Polonez : katalog tematyczny, T. 3, 1831-1981. Stefan Burhardt; współpr. i red. Maria Prokopowicz i Andrzej Spóz. Kraków 1985, Polskie Wydawnictwo Muzyczne,
- Historia pierwszego pięciolecia Uniwersytetu Mikołaja Kopernika, [w:] Studia o działalności i zbiorach Biblioteki Uniwersytetu Mikołaja Kopernika. Red. nauk. Bohdan Ryszewski, cz.3, Toruń 1987, Uniwersytet Mikołaja Kopernika s. 7-29.

## Wybrane odznaczenia
- Krzyż Polskiej Organizacji Wojskowej (1918),
- Krzyż Niepodległości (1931),
- Złoty Krzyż Zasługi (1937),
- Srebrny Krzyż Zasługi z Mieczami (1944),
- medal "Za zasługi położone dla rozwoju Uczelni" (1977),
- Odznaka Honorowa SBP (1968),
- Krzyż AK (1979),
- Krzyż Kawalerski Orderu Odrodzenia Polski (1980),
- Medal Komisji Edukacji Narodowej (1985)[7].